# Судак звичайний
Судак звичайний (Sander lucioperca) — вид риб роду Судаки, родини Окуневих (Percidae). Важливий промисловий об'єкт, також об'єкт спортивного рибальства.

## Характеристика
Загальна кількість спинних променів: 13—20; м'яких спинних променів: 18—24; анальних променів: 2—3; м'яких анальних променів: 10—14; хребців: 45—47. На передній частині верхньої щелепи 1—2 зуби перетворені на ікла; другий спинний плавець несе 18—22½ розгалужених промені, на бічній лінії 80—97 лусок.

## Ареал

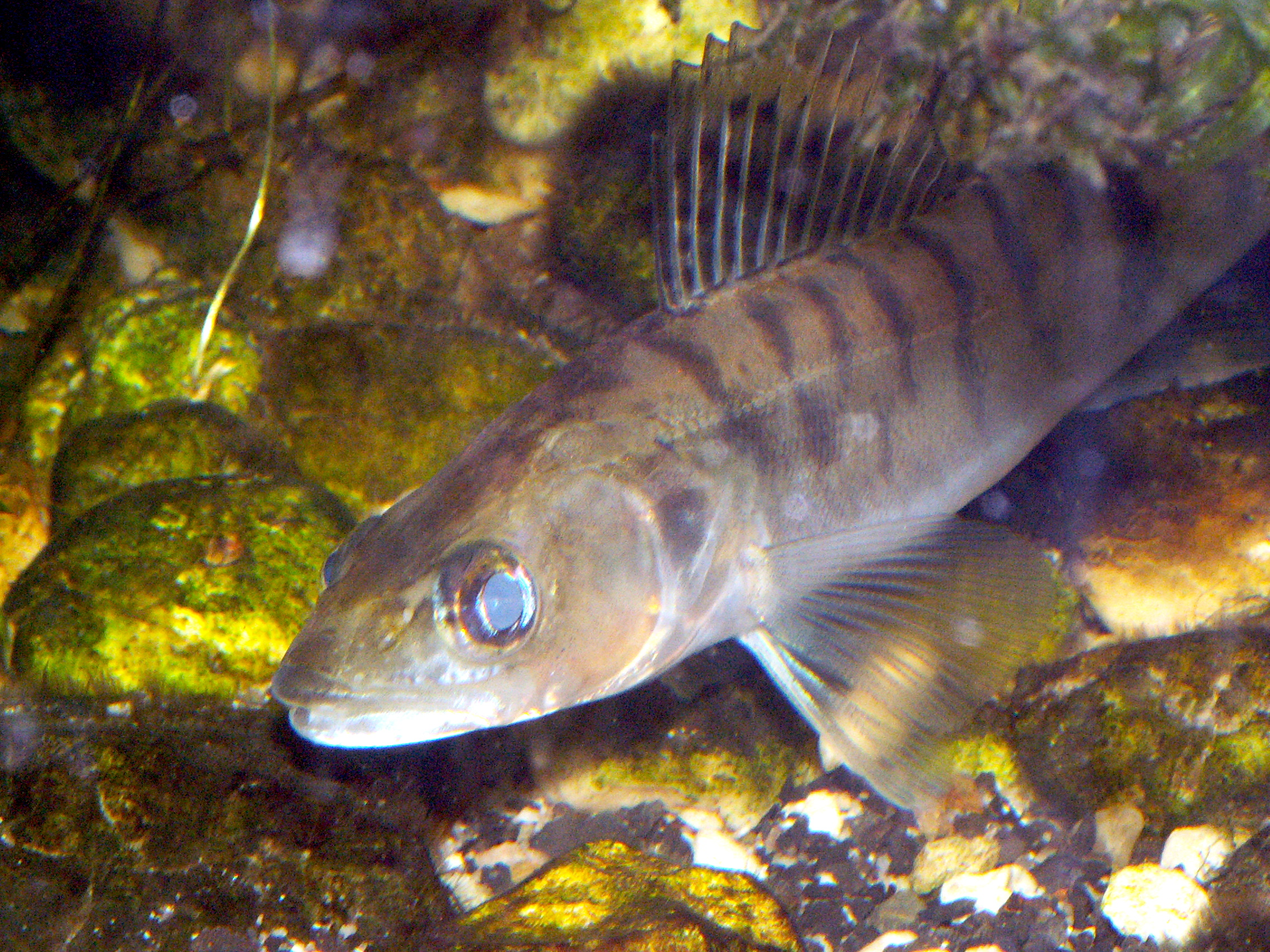
Судак-вселенець з Нідерландів

Широко поширений у прісних водоймах Східної Європи та Азії, зустрічається в річках басейнів Чорного, Азовського морів, Каспійського, Аральського морів, озер Іссик-Куль і Балхаш, також в озерах і розпріснених ділянках морів. У Західній Європі відзначений як вид-вселенець.

## Екологія
Досить чутливий до концентрації кисню у воді та наявності суспензій, тому не зустрічається у замулених водоймах. У теплий період року тримається на глибинах 2—5 м. Активний як вдень, так і вночі, притому вночі заходить на мілини, а вдень відходить на глибші місця. Зазвичай віддає перевагу піщаному або гальковому дну, особливо якщо там присутні великі об'єкти (корчі, каміння тощо), котрі можна використовувати як укриття, оскільки судак є переважно засадним хижаком.
У зимовий час тримається на ямах, часто разом з короповими рибами (лящем, коропом тощо), де ловиться на зимові снасті.
Судак звичайний достатньо стійкий до різних хвороб.

### Харчування
Судак звичайний є типовим хижаком. Живиться рибою, дрібні особини також споживають водних безхребетних. Основу живлення складають риби з вузьким тілом. В раціоні переважають бички, пічкури, верховодка і тюлька. Ці ж риби використовуються при ловлі судака на живця.

### Нерест
Нерест у судака відбувається навесні, коли температура води доходить до позначки близько 12 градусів. На широті Приазов'я, це квітень — початок травня. Для нересту вибирає мілководні ділянки, зазвичай з затопленими кущами, деревами або великим сміттям на дні. Глибиною від півметра до півтора метрів. Ікра дрібна, жовтувата. Молодь живиться спершу дрібними безхребетними. Досягаючи розмірів близько 8—10 см, судак майже повністю переходить на живлення молоддю інших видів риб, що зустрічається влітку в достатку, оскільки зростає набагато швидше. При хороших умовах живлення вже на 2-му році життя судак здатний досягти маси до 500—800 грамів. Нереститься ж зазвичай вперше на 3-4-му році життя.

## Аматорська ловля

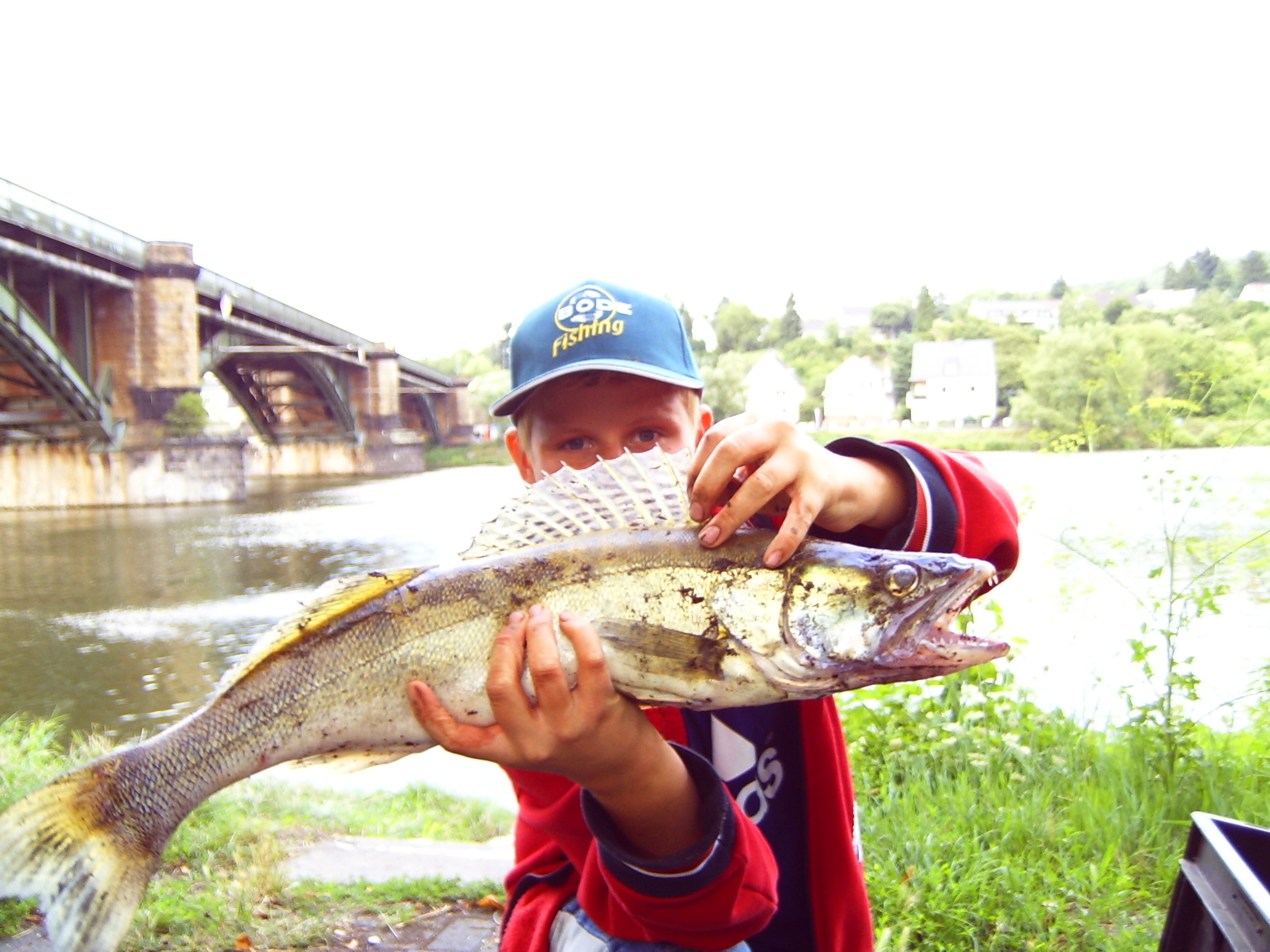
Впійманий судак

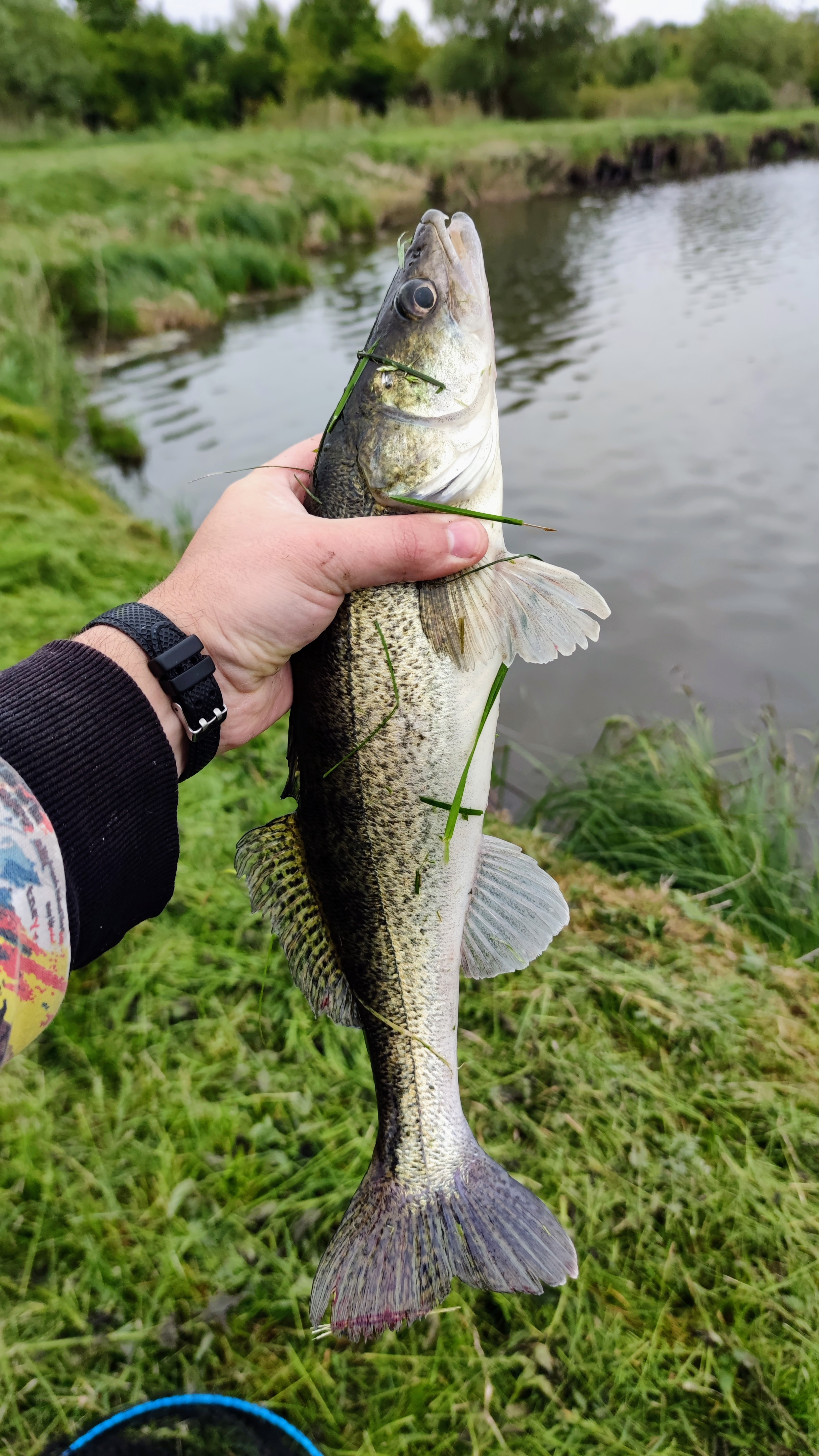
Судак пійманий в рибному господарстві та відпущений.

Судак є одним із найпоширеніших в Україні хижаків і є привабливим об'єктом аматорської риболовлі. Судака влітку ловлять на дрібного живця, воблери, джигом (силіконові твістери та віброхвости), інші невеликі придонні блешні. Має слабкість до приманок, прикрашених козячою шерстю. Взимку найкраще ловиться на балансири.

## Харчова цінність
М'ясо судака вважається дієтичним продуктом — жирність його мінімальна. Харчова цінність судака дуже велика — вміст білків у ньому перевищує 18 %. У м'ясі судака присутні всі 20 α-амінокислот, 8 з яких — незамінні, а крім того, міститься маса мінеральних речовин, необхідних для людини (фосфор, калій, йод, молібден, марганець та інші).